# Grammy Award for Best Arrangement
Der Grammy Award for Best Arrangement, auf Deutsch „Grammy-Auszeichnung für das beste Arrangement“, ist ein Musikpreis, der von 1959 bis 1962 von der amerikanischen Recording Academy im Bereich Komposition/Arrangement verliehen wurde.

## Geschichte und Hintergrund
Die seit 1959 verliehenen Grammy Awards werden jährlich in zahlreichen Kategorien von der Recording Academy in den Vereinigten Staaten vergeben, um künstlerische Leistung, technische Kompetenz und hervorragende Gesamtleistung ohne Rücksicht auf die Album-Verkäufe oder Chart-Position zu würdigen.
Eine dieser Kategorien war der Grammy Award for Best Arrangement, der seit den ersten Verleihungen 1959 bis 1962 vergeben wurde. Ab 1963 wurde er auf die beiden Kategorien Grammy Award for Best Arrangement, Instrumental or A Cappella und Grammy Award for Best Arrangement, Instrumental and Vocals aufgeteilt.
In den vier Jahren seiner Existenz ging der Preis drei Mal an den amerikanischen Filmkomponisten Henry Mancini, nur einmal konnte Billy May den Preis gewinnen. Mancini war zudem als Einziger in allen Jahren für den Preis nominiert, May wurde im ersten Jahr für zwei Werke und im zweiten für eines nominiert.

## Gewinner und Nominierte
| Jahr | Gewinner      | Nationalität       | Werk                      | Interpret                     | Nominierte | Bild des/der Gewinner(s) |
| ---- | ------------- | ------------------ | ------------------------- | ----------------------------- | --- | ------------------------ |
| 1959 | Henry Mancini | Vereinigte Staaten | The Music from Peter Gunn | Henry Mancini & his Orchestra | - Billy May für Billy May’s Big Fat Brass - Billy May für Come Fly with Me - Jack Marshall für Fever - Nelson Riddle für Witchcraft!                                                             |                          |
| 1960 | Billy May     | Vereinigte Staaten | Come Dance with Me!       | Frank Sinatra                 | - Juan García Esquivel für Strings Aflame - Henry Mancini für More Music from Peter Gunn - Johnny Green für An Evening with Alan Jay Lerner and Frederick Loewe - Bobby Darin für Mack the Knife |                          |
| 1961 | Henry Mancini | Vereinigte Staaten | Mr. Lucky                 | Henry Mancini & his Orchestra | - George Shearing für Honeysuckle Rose - Ray Charles für Let the Good Times Roll - Percy Faith für Theme from A Summer Place - Dick Schory für Wild Percussion and Horns A'Plenty                |                          |
| 1962 | Henry Mancini | Vereinigte Staaten | Moon River                | Henry Mancini & his Orchestra | - Gerry Mulligan für All About Rosie - Peter Nero für New Piano in Town - Dizzy Gillespie für Perceptions - Si Zentner für Up a Lazy River                                                       |                          |